# Och tranorna flyga
Och tranorna flyga (ryska: Летят журавли, Letjat zjuravli) är en sovjetisk dramafilm från 1957 i regi av Michail Kalatozov, om stora fosterländska kriget med Tatjana Samojlova i huvudrollen.
Filmen vann priset Guldpalmen vid filmfestivalen i Cannes 1958.

## Handling
Boris och Veronika älskar varandra i Moskva 1941. Men stora fosterländska kriget utbryter och Boris anmäler sig till armén. Veronika får flytta in hos Boris föräldrar, och förförs av hans kusin Mark, som lyckas bli frikallad. Veronika och Mark gifter sig så småningom men hon har svårt att glömma Boris.

## Rollista i urval
- Tatjana Samojlova – Veronika, "Belka"
- Aleksej Batalov – Boris
- Vasilij Merkurjev – Fjodor Ivanovitj, Boris far
- Aleksandr Sjvorin – Mark, Boris kusin
- Svetlana Charitonova – Irina, Boris syster
- Konstantin Kadotjnikov (Nikitin) – Volodja
- Valentin Zubkov – Stepan, Boris vän
- Antonina Bogdanova – Varvara, Boris och Irinas farmor
- Boris Kokovkin – Tjernov
- Jekaterina Kuprijanova – Anna Michajlovna, historielärare
- Valentina Ananina – Ljuba, anställd hos Boris